# Mouvement démocratique pakistanais
Le Mouvement démocratique pakistanais (en anglais : Pakistan Democratic Movement, PDM ; en ourdou : پاکستان ڈیموکریٹک موومنٹ) est une coalition de onze partis politiques pakistanais fondée le 20 septembre 2020, surtout composée par les deux principales formations d'opposition, le Parti du peuple pakistanais et la Ligue musulmane du Pakistan (N).
Le mouvement s'oppose au Premier ministre Imran Khan qu'il accuse d'avoir été porté au pouvoir par la puissante armée pakistanaise ainsi que de menacer la démocratie. Il mène plusieurs rassemblements dans le pays et appelle à des élections anticipées.

## Formation et composition

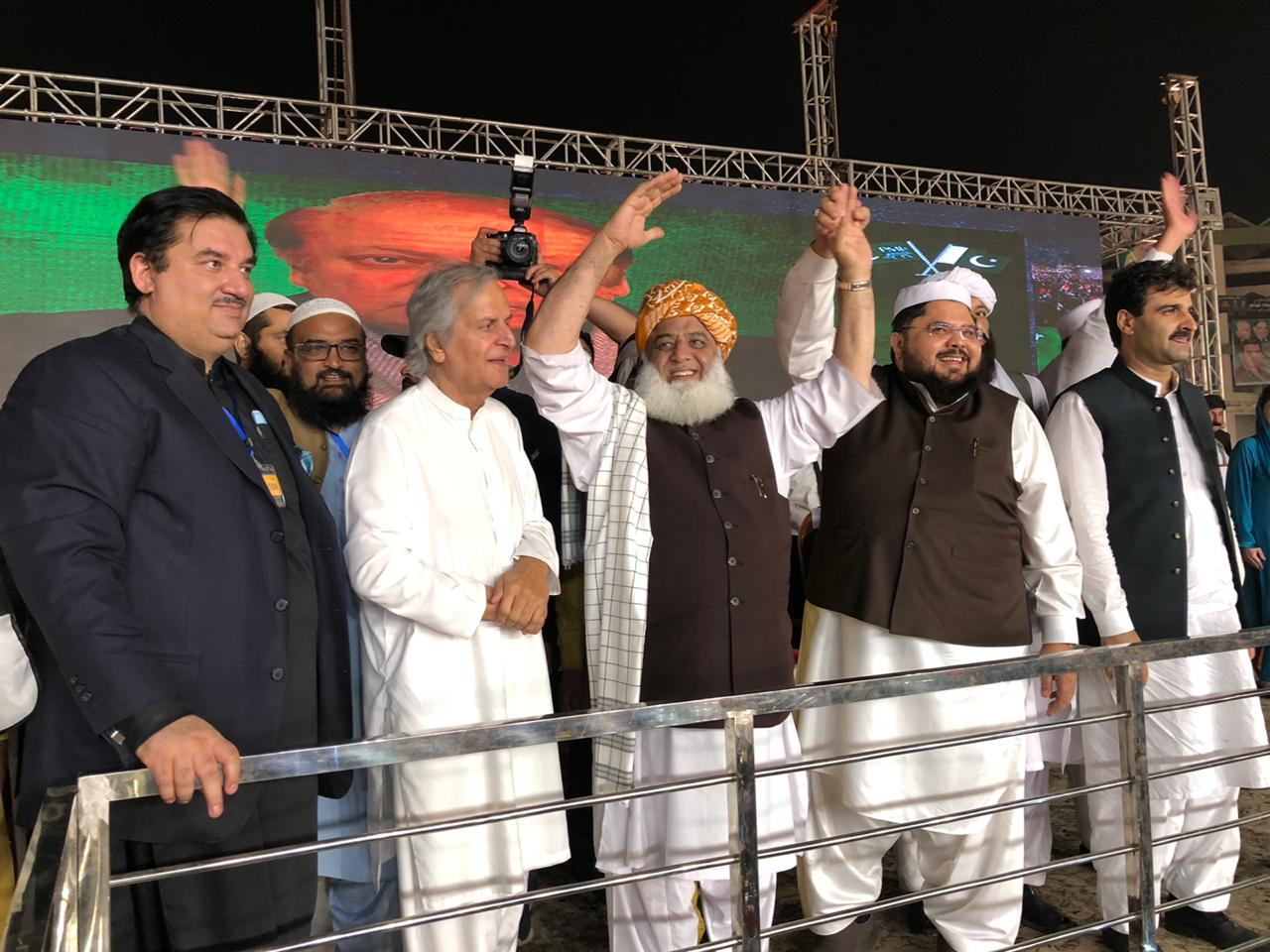
Figures du mouvement, dont son président Fazal-ur-Rehman et Javed Hashmi.

Le Mouvement démocratique pakistanais est fondé le 20 septembre 2020 à Islamabad. Il se place dans la lignée de coalitions d'oppositions comme l'Alliance nationale pakistanaise ou le mouvement pour la restauration de la démocratie. Il est mené par la Ligue musulmane du Pakistan (N) et le Parti du peuple pakistanais (PPP) et compte neuf autres partis de l'opposition parmi ses membres, défaits lors des élections législatives de 2018. Fazal-ur-Rehman, dirigeant du parti islamiste JUI-F, est nommé à la tête de l'alliance, un choix consensuel alors qu'il évite de choisir entre les deux principaux partis, bien que le PPP aurait préféré une présidence tournante. De plus, Rehman a été le meneur d'une manifestation anti-gouvernementale de 20 000 partisans en novembre 2019.
Le mouvement Pashtun Tahafuz annonce son soutien à l'alliance et tente de la rejoindre, grâce au soutien du PPP, mais en est finalement exclu sur pression de la JUI-F et du Pashtunkhwa Milli Awami, qui partagent avec lui l'électorat pachtoune,.
Pour le diplomate indien Shyam Saran, l'alliance laisse une certaine place aux petits partis régionaux et c'est ainsi la première fois que l'élite pendjabie représentée par la Ligue musulmane du Pakistan (N) accorde une telle importance aux minorités.
| Composition du mouvement        | Composition du mouvement | Composition du mouvement | Composition du mouvement | Composition du mouvement |
| Parti                           | Dirigeant                | Position                 | Députés                  |                          |
| ------------------------------- | ------------------------ | ------------------------ | ------------------------ | ------------------------ |
| Ligue musulmane du Pakistan (N) | Shehbaz Sharif           | Centre-droite            | 85                       |                          |
| Parti du peuple pakistanais     | Bilawal Bhutto Zardari   | Centre-gauche            | 54                       |                          |
| Jamiat Ulema-e-Islam (F)        | Fazal-ur-Rehman          | Extrême-droite           | 14                       |                          |
| Parti national baloutche        | Akhtar Mengal            | Gauche                   | 4                        |                          |
| Parti national Awami            | Asfandyar Wali Khan      | Gauche                   | 1                        |                          |
| Jamiat Ahle Hadith              |                          | Extrême-droite           | 0                        |                          |
| Parti national                  | Abdul Malik Baloch       | Centre-gauche            | 0                        |                          |
| Parti Qaumi Watan               | Aftab Ahmad Sherpao      | Centre-gauche            | 0                        |                          |
| Pashtunkhwa Milli Awami         | Mahmood Khan Achakzai    | Gauche                   | 0                        |                          |
| Parti national Awami (Wali)     | Nasim Wali Khan          | Gauche                   | 0                        |                          |

## Actions et revendications

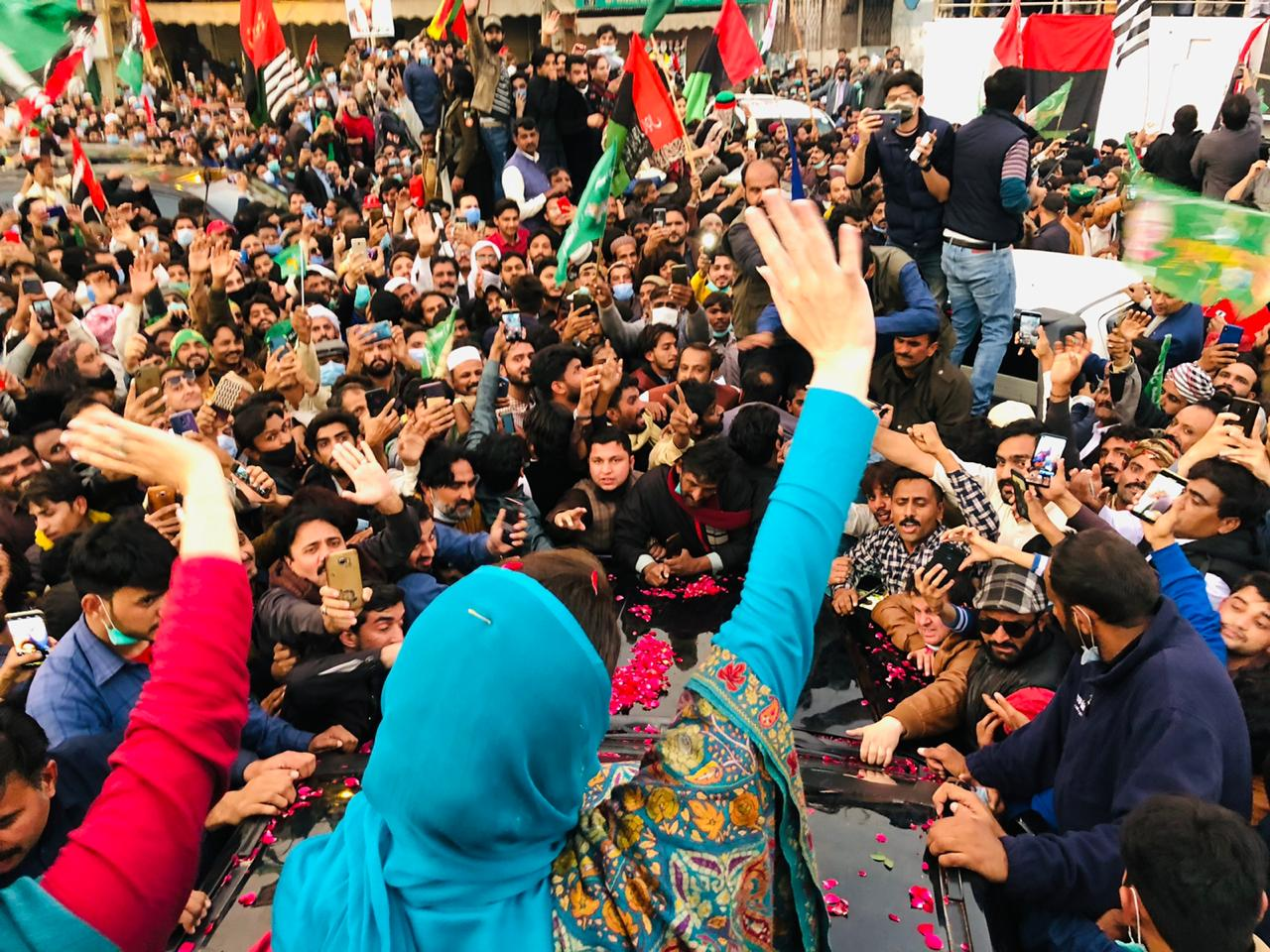
Maryam Nawaz Sharif lors du rassemblement de Multan.

Le mouvement mène différentes actions à travers les quatre provinces du pays, souvent dirigées par le chef du PPP Bilawal Bhutto Zardari et la vice-présidente de la Ligue Maryam Nawaz Sharif. Son premier rassemblement le 16 octobre 2020 à Gujranwala regroupe jusqu'à 60 000 sympathisants dans le stade de la ville. Un second rassemblement mené le 18 octobre à Karachi réunit entre 60 000 personnes selon les autorités et 150 000 selon le PPP,. Le mouvement rassemble ensuite près de 20 000 personnes à Quetta le 25 octobre, sous la surveillance de 5 000 policiers, le pouvoir citant des menaces d'attentats,. Le 22 novembre, c'est à Peshawar que le mouvement mène sa quatrième action en revendiquant 100 000 participants, malgré les tentatives du pouvoir de l'interdire, citant la pandémie de Covid-19. Le 30 novembre, un nouveau rassemblement à Multan est mené par Maryam Nawaz et Asifa Zardari, sœur de Bilawal. Le 13 décembre, l'opposition n'aurait réuni que 15 000 supporters à Lahore selon la police.
Le mouvement démocratique pakistanais critique le pouvoir exorbitant des militaires au Pakistan, réclame des élections anticipées en 2021 et le départ du gouvernement d'Imran Khan, « choisi par l'armée » selon l'alliance. Il dénonce des fraudes lors des élections législatives de 2018. Si selon les observateurs internationaux, les militaires n'ont pas directement interféré dans le processus de vote, de nombreux analystes estiment qu'ils ont activement soutenu certains partis et isolé leurs détracteurs. Dans une charte en douze points, le mouvement demande notamment l'indépendance du Parlement et de la justice, la liberté de la presse, une réforme électorale et la fin de l'interférence de l'armée.
Le Premier ministre Imran Khan dénonce le mouvement comme un chantage de ses dirigeants, qui chercheraient selon lui à échapper aux poursuites pour corruption et à obtenir une amnistie, à l'instar de l'ordonnance nationale de réconciliation de 2007. Le clan Sharif, dont Nawaz Sharif, son frère Shehbaz Sharif et sa fille Maryam Nawaz Sharif font ainsi l'objet de poursuites depuis les révélations des Panama Papers, alors que le premier est en « exil » à l'étranger et le second emprisonné.